# 3. ŽNL Vukovarsko-srijemska NS Vukovar 2015./16.

## Tablica
| Mj. | Klub                      | Sus.                                               | Pobj.                                              | Ner.                                               | Por.                                               | GR.                                                | Bod.                                               |
| --- | ------------------------- | -------------------------------------------------- | -------------------------------------------------- | -------------------------------------------------- | -------------------------------------------------- | -------------------------------------------------- | -------------------------------------------------- |
| 1.  | NK Hajduk Tovarnik        | 14                                                 | 10                                                 | 3                                                  | 1                                                  | 57:19                                              | 33                                                 |
| 2.  | NK Tompojevci             | 14                                                 | 9                                                  | 2                                                  | 3                                                  | 49:31                                              | 29                                                 |
| 3.  | NK Lipovača               | 14                                                 | 8                                                  | 3                                                  | 3                                                  | 47:30                                              | 27                                                 |
| 4.  | NK Lovas                  | 13                                                 | 6                                                  | 1                                                  | 6                                                  | 35:26                                              | 19                                                 |
| 5.  | NK Vuteks-Sloga Vukovar B | 13                                                 | 6                                                  | 2                                                  | 5                                                  | 26:28                                              | 19 (-1) ↓1                                         |
| 6.  | NK Petrovci               | 14                                                 | 5                                                  | 3                                                  | 6                                                  | 36:43                                              | 16 (-2) ↓2                                         |
| 7.  | NK Sloga Pačetin          | 8 ↓3                                               | 2                                                  | 2                                                  | 4                                                  | 21:18                                              | 8                                                  |
| 8.  | NK Opatovac               | 8 ↓4                                               | 1                                                  | 2                                                  | 5                                                  | 11:27                                              | 5                                                  |
| 9.  | HNK Borovo Vukovar        | 14                                                 | 0                                                  | 0                                                  | 14                                                 | 14:74                                              | -1 (-1) ↓5                                         |
| 10. | NK Hajduk Vera            | Klub odustao od natjecanja prije početka prvenstva | Klub odustao od natjecanja prije početka prvenstva | Klub odustao od natjecanja prije početka prvenstva | Klub odustao od natjecanja prije početka prvenstva | Klub odustao od natjecanja prije početka prvenstva | Klub odustao od natjecanja prije početka prvenstva |

## Rezultati
| NK Hajduk Vera - NK Petrovci -:- NK Lovas - NK Sloga Pačetin 3:0 NK Borovo Vukovar - NK Vuteks Sloga Vukovar B 0:4 NK Opatovac - NK Hajduk Tovarnik 1:6 NK Lipovača - NK Tompojevci 4:1 | NK Petrovci - NK Tompojevci 3:8 NK Hajduk Tovarnik - NK Lipovača 6:0 NK Vuteks Sloga Vukovar B - NK Opatovac 0:0 NK Sloga Pačetin - NK Borovo Vukovar 7:0 NK Lovas - NK Hajduk Vera -:- | NK Lovas - NK Petrovci 3:3 NK Borovo Vukovar - NK Hajduk Vera -:- NK Opatovac - NK Sloga Pačetin 2:4 NK Lipovača - NK Vuteks Sloga Vukovar B 5:1 NK Tompojevci - NK Hajduk Tovarnik 2:2 |
| NK Petrovci - NK Hajduk Tovarnik 2:0 NK Vuteks Sloga Vukovar B - NK Tompojevci 2:3 NK Sloga Pačetin - NK Lipovača 2:3 NK Hajduk Vera - NK Opatovac -:- NK Lovas - NK Borovo Vukovar 3:0 | NK Borovo Vukovar - NK Petrovci 1:4 NK Opatovac - NK Lovas 1:4 NK Lipovača - NK Hajduk Vera -:- NK Tompojevci - NK Sloga Pačetin 2:1 NK Hajduk Tovarnik - NK Vuteks Sloga Vukovar B 6:0 | NK Petrovci - NK Vuteks Sloga Vukovar B 2:5 NK Sloga Pačetin - NK Hajduk Tovarnik 2:3 NK Hajduk Vera - NK Tompojevci NK Lovas - NK Lipovača 1:2 NK Borovo Vukovar - NK Opatovac 2:3     |
| NK Opatovac - NK Petrovci 1:5 NK Lipovača - NK Borovo Vukovar 10:0 NK Tompojevci - NK Lovas 2:1 NK Hajduk Tovarnik - NK Hajduk Vera NK Vuteks Sloga Vukovar B - NK Sloga Pačetin 2:2    | NK Petrovci - NK Sloga Pačetin 3:3 NK Hajduk Vera - NK Vuteks Sloga Vukovar B NK Lovas - NK Hajduk Tovarnik 2:4 NK Borovo Vukovar - NK Tompojevci 1:9 NK Opatovac - NK Lipovača 3:3     | NK Lipovača - NK Petrovci 3:0 NK Tompojevci - NK Opatovac 3:0 ↓6 NK Hajduk Tovarnik - NK Borovo Vukovar 7:1 NK Vuteks Sloga Vukovar B - NK Lovas 2:1 NK Sloga Pačetin - NK Hajduk Vera  |
| NK Sloga Pačetin - NK Lovas -:- NK Vuteks-Sloga Vukovar B - HNK Borovo Vukovar 3:0 ↓7 NK Hajduk Tovarnik - NK Opatovac -:- NK Tompojevci - NK Lipovača 6:4 NK Petrovci slobodni         | NK Tompojevci - NK Petrovci 3:1 NK Lipovača - NK Hajduk Tovarnik 3:3 NK Opatovac - NK Vuteks-Sloga Vukovar B -:- HNK Borovo Vukovar - NK Sloga Pačetin -:- NK Lovas slobodan            | NK Petrovci - NK Lovas 1:4 NK Sloga Pačetin - NK Opatovac -:- NK Vuteks-Sloga Vukovar B - NK Lipovača 2:1 NK Hajduk Tovarnik - NK Tompojevci 0:0 HNK Borovo Vukovar slobodno            |
| NK Hajduk Tovarnik - NK Petrovci 8:1 NK Tompojevci - NK Vuteks-Sloga Vukovar B 2:3 NK Lipovača - NK Sloga Pačetin -:- HNK Borovo Vukovar - NK Lovas 1:5                                 | NK Petrovci - HNK Borovo Vukovar 5:1 NK Lovas - NK Opatovac -:- NK Sloga Pačetin - NK Tompojevci -:- NK Vuteks-Sloga Vukovar B - NK Hajduk Tovarnik 1:3 NK Lipovača slobodna            | NK Vuteks-Sloga Vukovar B - NK Petrovci 0:3 ↓8 NK Hajduk Tovarnik - NK Sloga Pačetin -:- NK Lipovača - NK Lovas 2:1 NK Opatovac - HNK Borovo Vukovar -:- NK Tompojevci slobodni         |
| NK Petrovci - NK Opatovac -:- HNK Borovo Vukovar - NK Lipovača 1:4 NK Lovas - NK Tompojevci 5:3 NK Sloga Pačetin - NK Vuteks-Sloga Vukovar B -:- NK Hajduk Tovarnik slobodan            | NK Sloga Pačetin - NK Petrovci -:- NK Hajduk Tovarnik - NK Lovas 4:2 NK Tompojevci - HNK Borovo Vukovar 5:4 NK Lipovača - NK Opatovac -:- NK Vuteks-Sloga Vukovar B slobodna            | NK Petrovci - NK Lipovača 3:3 NK Opatovac - NK Tompojevci -:- HNK Borovo Vukovar - NK Hajduk Tovarnik 2:5 NK Lovas - NK Vuteks-Sloga Vukovar B -:-                                      |